# Erika Bierman
Erika Bierman (* 14. Juni 2001 in Savannah, Georgia) ist eine US-amerikanische Schauspielerin. Bekannt wurde sie durch ihre Rolle von Präsident Snows Enkelin in Die Tribute von Panem – Catching Fire (2013).

## Leben und Karriere
Eine ihrer ersten Rollen spielte Erika Bierman im Jahr 2013 im Alter von 12 Jahren in dem Film Die Tribute von Panem – Catching Fire, wo sie die Nebenrolle der jungen Enkelin des Präsidenten Snow verkörperte. Dies wurde ihre bekannteste Filmrolle und sie verkörperte sie erneut in dem Nachfolgerteil Die Tribute von Panem – Mockingjay Teil 1 aus dem Jahr 2014. Später trat sie in weniger bekannten und erfolgreichen Produktionen wie Dumm und Dümmehr (2014) oder Santa’s Boot Camp (2016) auf.
Sie ist außerdem als Drehbuchautorin und Model tätig gewesen.

## Filmografie
- 2013: Unnassesary Meanness
- 2013: Die Tribute von Panem – Catching Fire (The Hunger Games – Catching Fire)
- 2013: Sebastian (Kurzfilm)
- 2014: Dumm und Dümmehr (Dumb and Dumber To)
- 2014: Die Tribute von Panem – Mockingjay Teil 1 (The Hunger Games – Mockingjay Part 1)
- 2015: Rectify (Fernsehserie, 1 Folge)
- 2015: Red Between the Lines (Fernsehserie, 1 Folge)
- 2016: On My Way (Kurzfilm)
- 2016: Santa’s Boot Camp
- 2018: Plötzlich Familie (Instant Family)
- 2021: Hawaii (Kurzfilm)